# Ai Apaec
Ai Apaec è un personaggio dei fumetti Marvel Comics, comparso per la prima volta su Osborn n. 1 del gennaio 2011; diviene in seguito l'Uomo Ragno dei nuovi Oscuri Vendicatori.

## Biografia del personaggio
Ai Apaec è un essere chimerico con la testa, torso e braccia di un essere umano, la metà inferiore del corpo di un ragno, serpenti per capelli e lunghe zanne affilate. È una divinità adorata dal popolo Moche del Sud America (Perù). Fu catturato da funzionari governativi e tenuto in una base segreta subacquea del governo, in seguito viene trasferito al Raft dove incontra Norman Osborn. Si unisce a lui ed alla dottoressa June Covington durante un'evasione utilizzano una capsula di salvataggio per raggiungere la superficie. In seguito, Ai Apaec ritorna nella giungla.
Durante Spider-Island, Shang-Chi e Pugno d'acciaio scoprono che Ai Apaec sta controllando la Sposa dei nove ragni, componente delle Armi Immortali, per catturarne gli altri membri. Mentre Shang-Chi, trasformato in un ragno umanoide, combatte Ai Apaec, Iron Fist riesce a liberare i prigionieri. Alla fine Iron Fist usa il suo ki per curare Shang-Chi mentre Ai Apaec viene arrestato dai Vendicatori.
Quando Norman Osborn reclama il controllo dell'H.A.M.M.E.R. riesce a individuare e reclutare Ai Apaec per la sua ultima incarnazione degli Oscuri Vendicatori, gli somministra un siero che altera il suo aspetto rendendolo simile ad una versione a sei braccia dell'Uomo Ragno con il suo costume nero. Ai Apaec e gli altri membri degli Oscuri Vendicatori vengono sconfitti dai Vendicatori grazie al doppio gioco di Skaar.

## Poteri e abilità
Ai Apaec ha una forza sovrumana, tale da strappare la testa di un uomo. I suoi lunghi denti affilati contengono un potente veleno ed i suoi sensi sono potenziati. Le sue gambe di ragno possono permettergli di aggrapparsi a muri e superfici lisce. Come il ragno palombaro, Ai Apaec si può avvolgere in una tela a forma di campana e raccogliere ossigeno dall'acqua. Può produrre inoltre della tessitura organica simile a quella prodotta da personaggi con poteri ragneschi come Kaine.